# Manilkara
Manilkara är ett släkte av tvåhjärtbladiga växter. Manilkara ingår i familjen Sapotillväxter.

## Bildgalleri

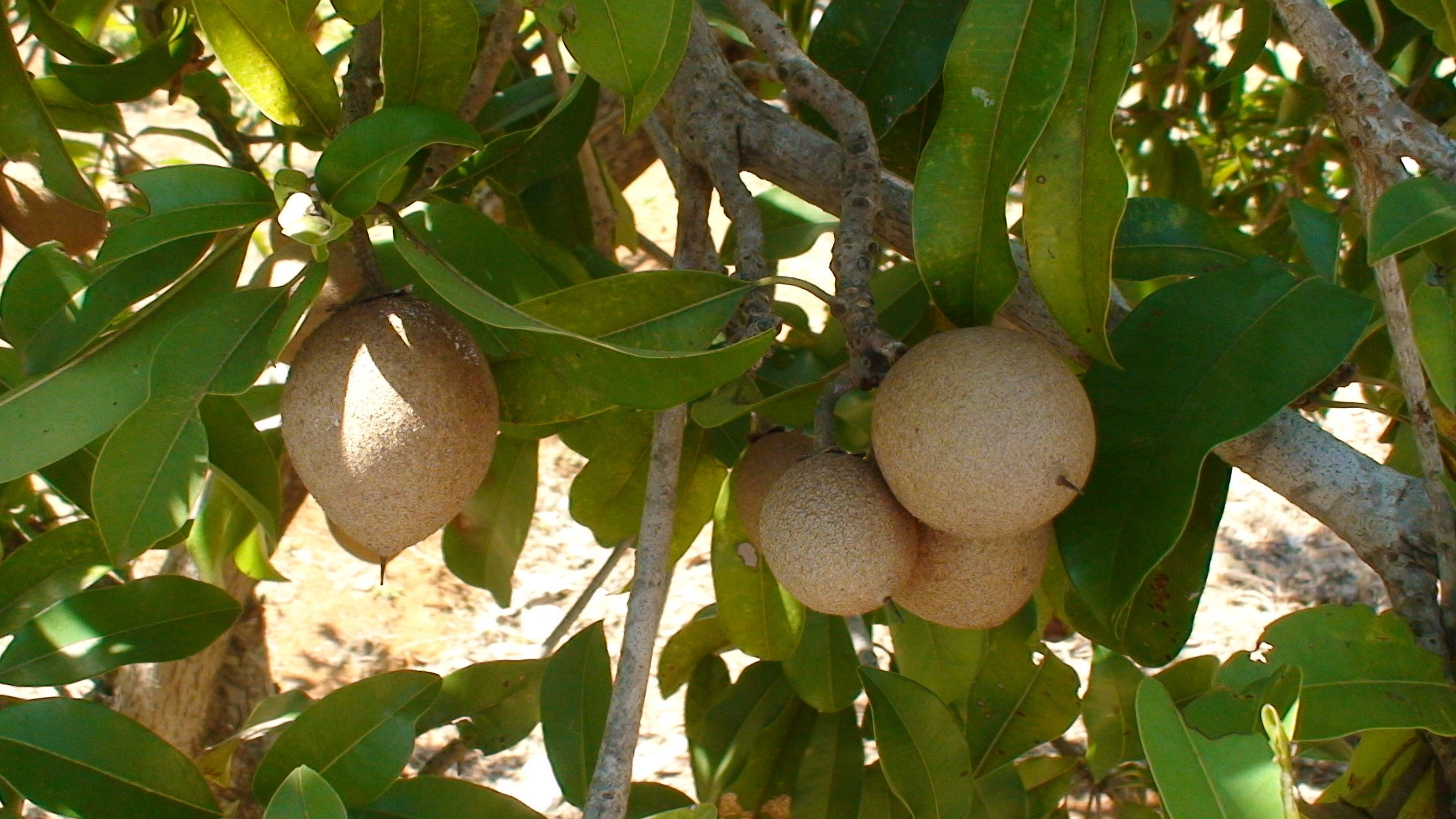
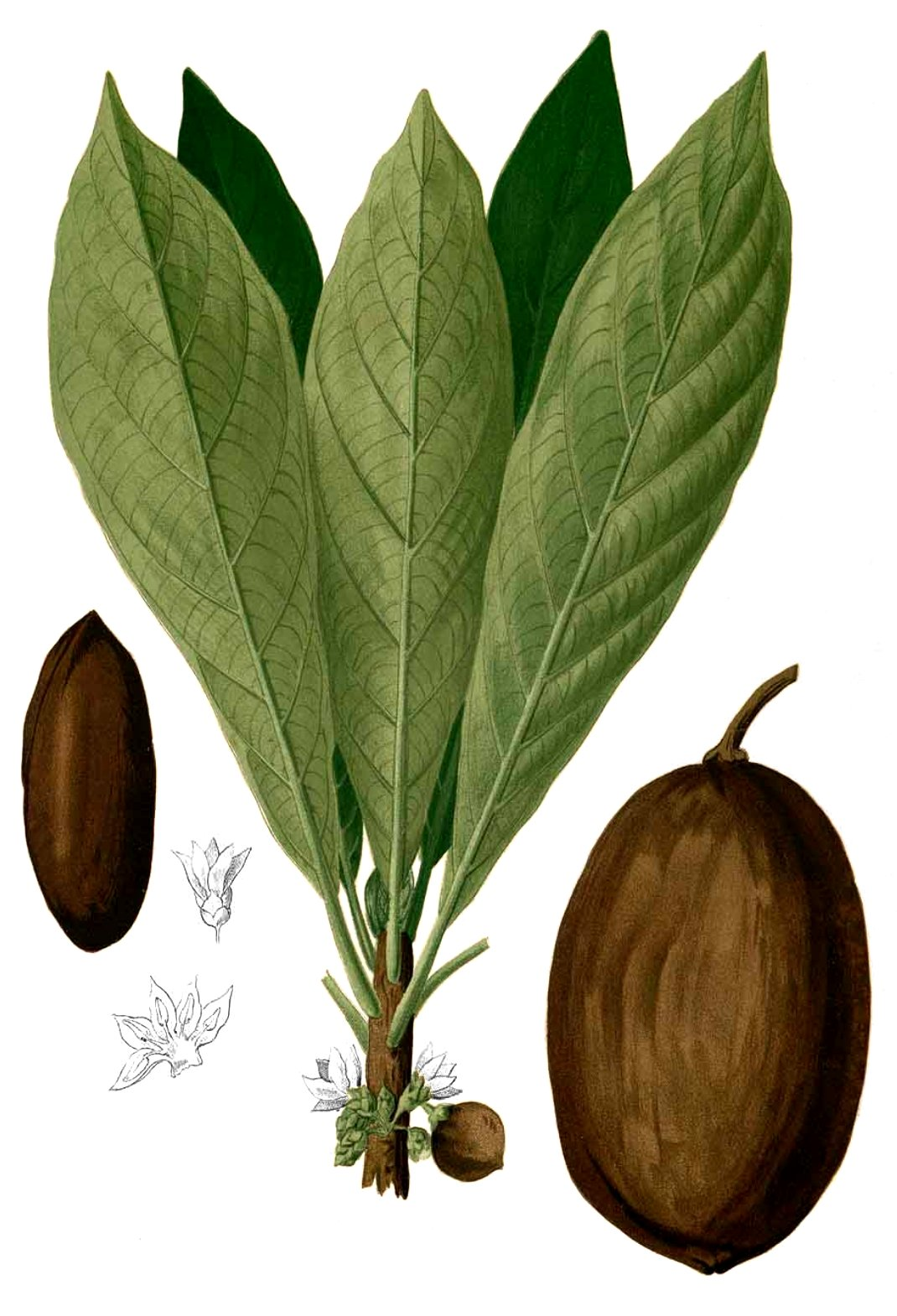
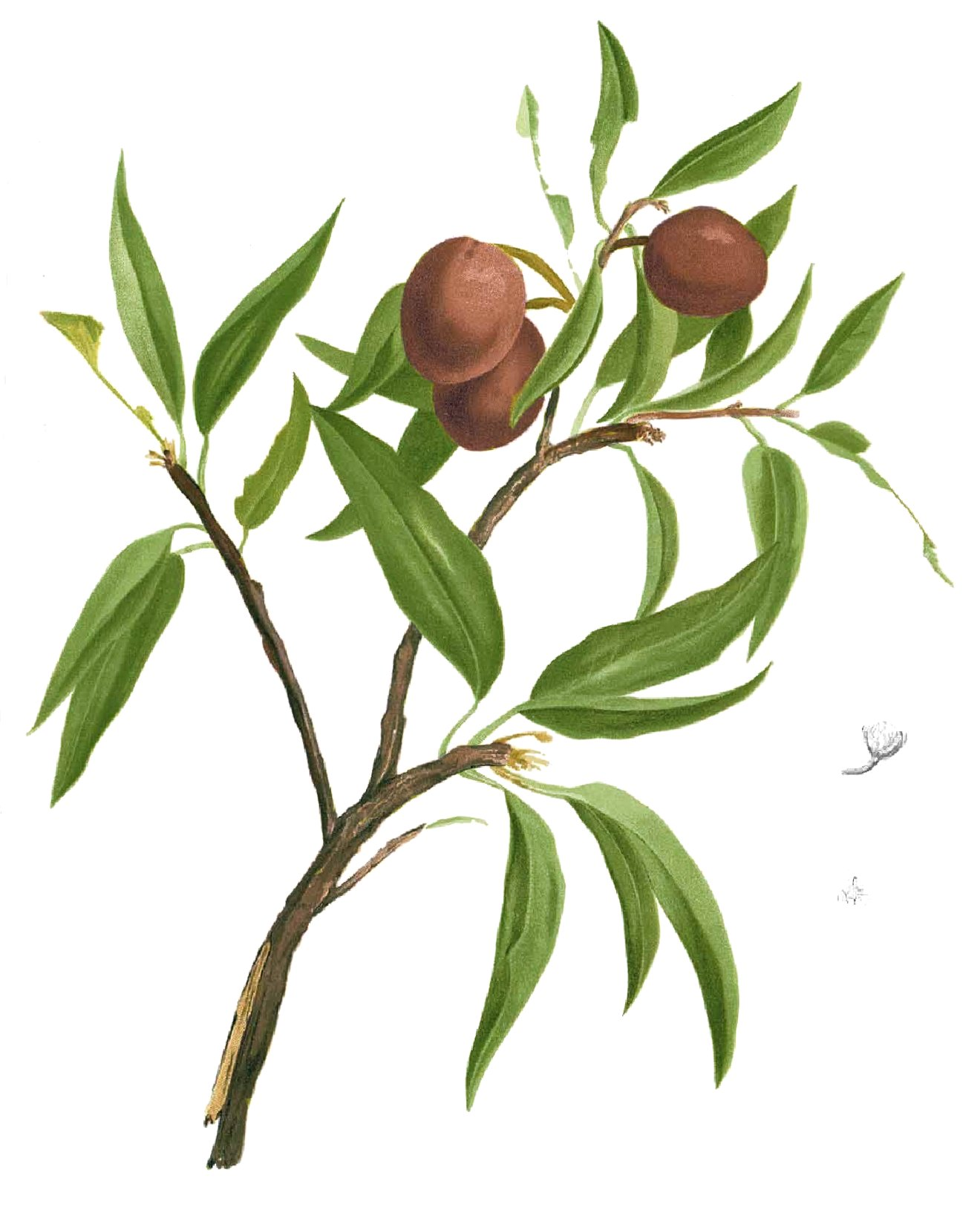
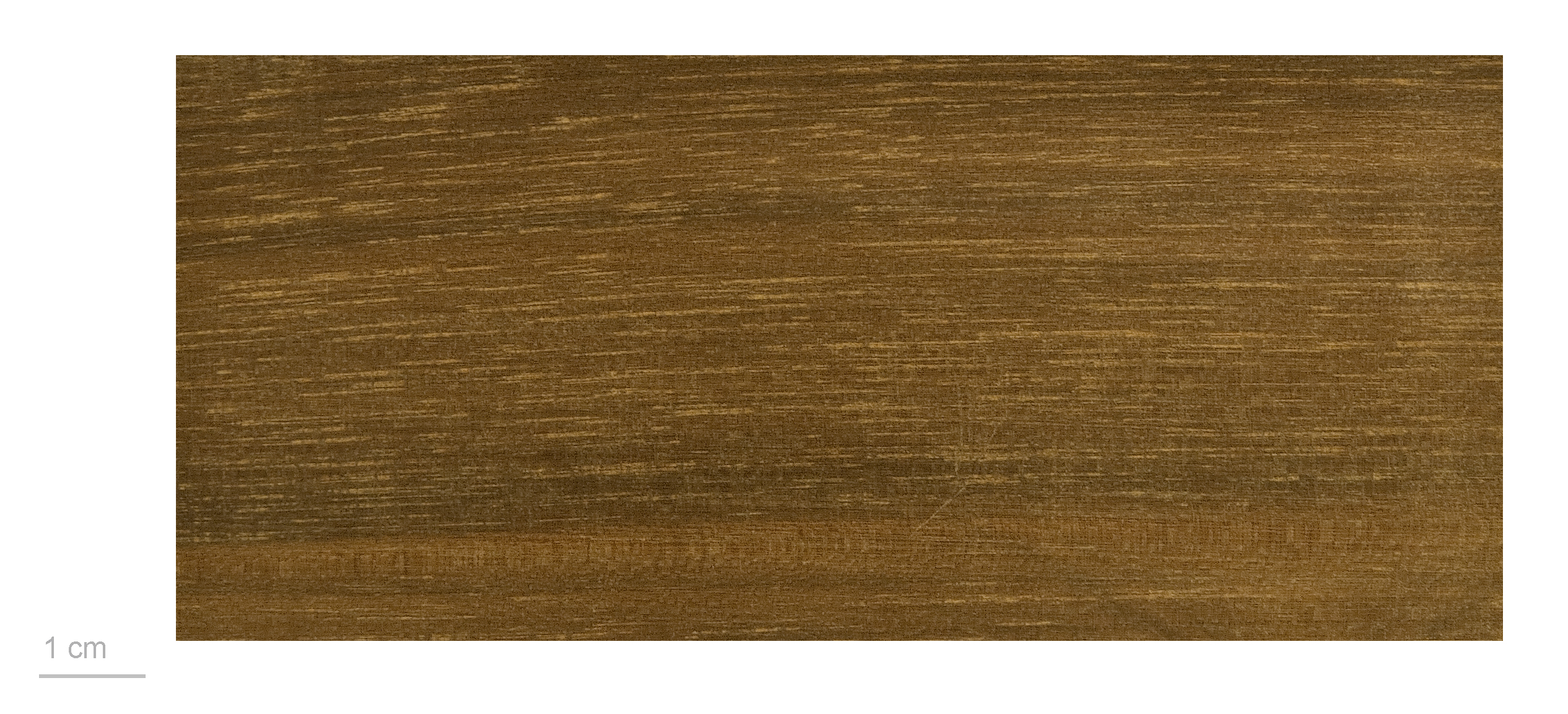

## Dottertaxa tillManilkara, i alfabetisk ordning[1]
- Manilkara adolfi-friederici
- Manilkara bequaertii
- Manilkara bidentata
- Manilkara boivinii
- Manilkara bolivarensis
- Manilkara butugi
- Manilkara capuronii
- Manilkara casteelsii
- Manilkara cavalcantei
- Manilkara celebica
- Manilkara chicle
- Manilkara concolor
- Manilkara dardanoi
- Manilkara dawei
- Manilkara decrescens
- Manilkara discolor
- Manilkara dissecta
- Manilkara doeringii
- Manilkara dukensis
- Manilkara elata
- Manilkara excelsa
- Manilkara excisa
- Manilkara fasciculata
- Manilkara fischeri
- Manilkara fouilloyana
- Manilkara frondosa
- Manilkara gonavensis
- Manilkara hexandra
- Manilkara hoshinoi
- Manilkara huberi
- Manilkara ilendensis
- Manilkara inundata
- Manilkara jaimiqui
- Manilkara kanosiensis
- Manilkara kauki
- Manilkara koechlinii
- Manilkara kribensis
- Manilkara kurziana
- Manilkara le-testui
- Manilkara letouzei
- Manilkara littoralis
- Manilkara longifolia
- Manilkara longistyla
- Manilkara lososiana
- Manilkara mabokeensis
- Manilkara maxima
- Manilkara mayarensis
- Manilkara microphylla
- Manilkara mochisia
- Manilkara multifida
- Manilkara napali
- Manilkara nicholsonii
- Manilkara obovata
- Manilkara paraensis
- Manilkara pellegriniana
- Manilkara perrieri
- Manilkara pleeana
- Manilkara pobeguinii
- Manilkara pubicarpa
- Manilkara roxburghiana
- Manilkara rufula
- Manilkara sahafarensis
- Manilkara salzmannii
- Manilkara samoensis
- Manilkara sansibarensis
- Manilkara seretii
- Manilkara sideroxylon
- Manilkara smithiana
- Manilkara spectabilis
- Manilkara staminodella
- Manilkara suarezensis
- Manilkara subsericea
- Manilkara sulcata
- Manilkara sylvestris
- Manilkara triflora
- Manilkara udoido
- Manilkara valenzuelana
- Manilkara vitiensis
- Manilkara zapota
- Manilkara zenkeri